# Aphragmus ladakiana
Aphragmus ladakiana är en korsblommig växtart som beskrevs av Al-shehbaz. Aphragmus ladakiana ingår i släktet Aphragmus och familjen korsblommiga växter. Inga underarter finns listade i Catalogue of Life.